# Ismaïl Kadaré
Pour les articles homonymes, voir Kadare.
Ismaïl Kadaré, aussi écrit Ismail Kadare selon la graphie albanaise originale, né le 28 janvier 1936 à Gjirokastër (Albanie) et mort le 1er juillet 2024 à Tirana (Albanie), est un écrivain albanais naturalisé français.
Ismaïl Kadaré étudie les lettres à l'université de Tirana et à l'institut de littérature Maxime-Gorki de Moscou. En 1960, la rupture avec l'Union soviétique l'oblige à revenir en Albanie où il entame une carrière de journaliste. Il commence à écrire très jeune, au milieu des années 1950, mais ne publie que quelques poèmes dans un premier temps.
En 1963, la parution de son premier roman, Le Général de l'armée morte, lui apporte la renommée, d'abord en Albanie puis à l'étranger grâce à la traduction française de Jusuf Vrioni. Dès lors, son œuvre est vendue dans le monde entier et traduite dans plus de quarante-cinq langues. Kadaré est considéré comme l'un des plus grands écrivains et intellectuels européens du XXe siècle et, en plus, comme une voix universelle contre le totalitarisme,.
Il reçoit le prix international Booker en 2005, le prix Prince des Asturies de littérature en 2009, le prix Jérusalem en 2015, et le prix Park Kyung-ni en 2019.
Il était l'époux de l'écrivaine Helena Kadare (en) et le père de la diplomate Besiana Kadare, ambassadrice des Nations unies et vice-présidente de l'Assemblée générale des Nations unies. En 2023, la présidente Vjosa Osmani lui accorde la citoyenneté du Kosovo,.

## Biographie
Ismaïl Kadaré commence à publier très jeune, en 1953. Au sortir du lycée, il suit des études de littérature à l'université de Tirana et obtient une bourse pour l'institut Gorki de littérature à Moscou. En raison du jeu des alliances, c'est un passage obligé pour tout intellectuel en herbe. À l'institut Gorki, les auteurs de valeur côtoient les médiocres, les marginaux, les « écrivains officiels », sous le sceau unificateur du réalisme socialiste. Kadaré comprend ce qu'il ne faut pas écrire, ce qui n'est pas littérature. Rejetant les canons du réalisme socialiste, il s'engage intérieurement à faire le contraire de ce que les dogmatiques enseignent en matière de « bonne » littérature.
En 1963, Kadaré publie le roman Le Général de l'armée morte. Son roman suivant, Le Monstre, est fortement critiqué lors de sa publication, en 1965, dans une revue littéraire. Interdit, le texte ne paraîtra d'ailleurs pas sous forme de livre avant la fin de 1990, après vingt-cinq années de patience. Entre-temps, l'écrivain lui-même n'aura pas le droit de parler de ce texte, qui ne sera plus cité nulle part. En 1967, l'Albanie lance sa Révolution culturelle ; le régime oblige les écrivains à vivre dans les campagnes, à la rencontre du peuple. Kadaré passe ainsi deux années à Bérat, dans les montagnes du Sud, de 1967 à 1969. Il n'en continue pas moins sa lutte constante contre le totalitarisme[non neutre]. Il poursuit un temps sa carrière d'écrivain, nonobstant la charge corrosive de ses textes contre la dictature. Son œuvre est publiée et accueillie très favorablement à l'étranger.
Le Général de l'armée morte paraît en France en 1970. Après la parution du poème Les Pachas rouges en 1975, Kadaré se voit interdire de publier des romans. Le poème est interdit et son auteur accusé d'incitation à la rébellion. Kadaré vit ses heures les plus graves. L'écrivain doit se soumettre à une période de travail manuel, sorte de stage de rééducation à la chinoise, au fin fond des campagnes. C'est ainsi qu'il se retrouve dans une coopérative de village, dans la région de la Myzeqe. Après son retour à Tirana, il accumule dans ses tiroirs des manuscrits qu'il publiera par la suite sous le label « récits ».
En 1981, il publie Le Palais des rêves, un roman antitotalitaire écrit et publié au cœur d'un pays totalitaire. L'ouvrage est sévèrement critiqué et interdit. Kadaré finit par être qualifié d'« ennemi » lors du Plénum des écrivains en 1982. Le dictateur albanais lui-même pense que Kadaré est un agent de la France. La presse mondiale réagit aux condamnations visant le roman et des protestations s'élèvent pour défendre son auteur, qui échappe aux sanctions. Entré en disgrâce pour ses écrits subversifs, conçus comme une critique détournée du régime, il est finalement contraint de publier ses romans à l'étranger. Se sentant menacé, il émigre en France où il obtient l'asile en octobre 1990. Ultérieurement, il partage sa vie entre la France et l'Albanie.

### Une œuvre considérable
Son œuvre considérable, reconnue par le public et la critique comme une pièce maîtresse de la littérature contemporaine[réf. nécessaire], concentre romans, nouvelles, essais, poésie et pièces de théâtre. Ses thèmes essentiels sont l'histoire des Balkans et de l'Albanie, et la dénonciation du totalitarisme à travers des métaphores habiles et des légendes anciennes. Avec le souci d'un observateur scientifique et d'un ethnographe, il puise ses images romanesques dans le passé yougoslave et ses souvenirs d'enfance. Kadaré revisite les grandes étapes historiques, le folklore et les mythes de son pays natal dans une prose dramatico-bouffonne d'une ironie mordante. Son talent de conteur volubile se double d'un rôle de moraliste corrosif et percutant dans la dénonciation du totalitarisme à travers des fictions situées à des époques révolues. Son style puise son inspiration dans les grands classiques de l'histoire littéraire : Homère, Eschyle, Dante Alighieri, William Shakespeare, Miguel de Cervantes ou encore Nicolas Gogol.
À partir de 1996, il est membre associé (à vie) de l'Académie des sciences morales et politiques, où il a remplacé le célèbre philosophe Karl Popper.
En 1992, il reçoit le prix mondial Cino-Del-Duca.
En 2005, il devient lauréat du premier prix international Man-Booker.
En 2009, il remporte le prix Princesse des Asturies, une des plus prestigieuses récompenses littéraires internationales. « Écrivain, essayiste et poète, Ismail Kadaré, l’une des plus grandes figures de la littérature albanaise, a traversé les frontières pour s’ériger en voix universelle contre le totalitarisme », a souligné le jury du prix. La même année, l'université de Palerme, en Sicile, lui décerne un diplôme honorifique en sciences de la communication sociale et institutionnelle, demandé et vivement souhaité par les Arberèches de Piana degli Albanesi[réf. souhaitée].
En 2015, il remporte le prix Jérusalem.
Il est l'auteur albanais le plus lu à l'étranger. Kadaré est considéré comme l'un des plus grands écrivains contemporains et son nom a d'ailleurs été plusieurs fois cité comme favori au prix Nobel de littérature sans jamais l'obtenir toutefois, à l'instar de Philip Roth, Amos Oz, Milan Kundera, Yves Bonnefoy, Adonis, Haruki Murakami et Claudio Magris. En Albanie, Kadaré est souvent présenté et désigné comme le « Victor Hugo albanais », ou le « Charles Dickens albanais » du fait de ses vues à caractère sociétal.
En 2019, il remporte le prix Neustadt.

## Œuvres
Les œuvres complètes (à l'exception des essais) d'Ismaïl Kadaré ont été publiées par les éditions Fayard, simultanément en français et en albanais, entre 1993 et 2004. Depuis 2000, la traduction française est assurée par le violoniste albanais Tedi Papavrami.
Les dates de publication données ici sont celles de la première publication en albanais, sauf mention contraire. Kadaré a souvent remanié ses écrits, et les nouvelles éditions peuvent comporter des différences importantes avec le texte d'origine.
- Le Général de l'armée morte (1966), adapté au cinéma par Luciano Tovoli en 1983 avec Marcello Mastroianni Michel Piccoli, Anouk Aimée
- La Peau de tambour (1967, sous le titre albanais La Noce)
- Les Tambours de la pluie (1970, sous le titre albanais La Citadelle)
- Chronique de la ville de pierre (1971)
- L'Hiver de la grande solitude (1973, aussi publié sous le titre Le Grand Hiver), qui évoque la rupture des relations avec l'Union soviétique en 1960
- Novembre d'une capitale (1975)
- Le Crépuscule des dieux de la steppe (1978)
- La Commission des fêtes (1978)
- Le Pont aux trois arches (1978), adapté au théâtre en 2018 par Simon Pitaqaj, avec Redjep Mitrovitza, Arben Bajraktaraj et Cinzia Menga
- La Niche de la honte (1978)
- Avril brisé (1980) adapté au cinéma en 1987 par Liria Bégéja avec Jean-Claude Adelin, et en 2001 par Walter Salles* Abril despedaçado (albanais : Prilli i thyer)[Note 1]
- Qui a ramené Doruntine ? (1980), adapté au théâtre en 2015 par Laert Vasili, avec Margarita Xhepa, Bujar Lako, Viktor Zhusti
- Le Palais des rêves (1981)
- Clair de lune (1985)
- L'Année noire (1985)
- Le cortège de la noce s'est figé dans la glace (1985), qui a pour cadre la répression des manifestations de 1981 au Kosovo
- Eschyle ou le grand perdant (1985, essai) adapté au cinéma en 2009 par Fanny Ardant sous le titre Cendres et Sang
- Concert en fin de saison (1988, aussi publié comme Le Concert), rédigé en 1978-1981 mais censuré pendant sept ans, évoque les relations sino-albanaises dans les années 1970
- Le Dossier H. (1989)
- Le Monstre (1990), une version courte a d'abord paru en 1965, aussitôt censurée
- Le Firman aveugle (1991), rédigé en 1984
- Invitation à l'atelier de l'écrivain (1991, essai)
- La Pyramide (1992)
- La Grande Muraille (1993)
- L'Ombre (1994), rédigé en 1984-1986, a paru en français avant d'être enfin publié en albanais
- L'Aigle (1995)
- La Légende des légendes (1995), traduit de l'albanais par Yusuf Vrioni, Flammarion
- Spiritus (1996)
- Le Printemps albanais (1997)
- Trois Temps (1997)
- L'Albanie, visage des Balkans (1998)
- Trois Chants funèbres pour le Kosovo (1998)
- La Ville sans enseignes (1998), œuvre de jeunesse rédigée à Moscou en 1959
- Mauvaise Saison sur l'Olympe (1998, théâtre)
- L'Envol du migrateur (1999), rédigé en 1986
- Froides Fleurs d'avril (2000)
- Il a fallu ce deuil pour se retrouver (2000), journal de la guerre du Kosovo
- Le Chevalier au faucon (2001)
- Histoire de l'Union des écrivains albanais telle que reflétée dans le miroir d'une femme (2001)
- La Fille d'Agamemnon (2003), rédigé en 1985
- Le Successeur (2003)
- Vie, jeu et mort de Lul Mazrek (2003)
- Dante l'incontournable (2006)
- Hamlet, le prince impossible (2007)
- L'Accident (2008)
- Le Dîner de trop (2009)
- L’Entravée : requiem pour Linda B. (2009)
- La Discorde (2013)
- La Poupée (2015)
- Matinées au Café Rostand (2017)
- Disputes au sommet, Fayard (2022)

Ismaïl Kadaré a également publié des poésies et une vingtaine de nouvelles.

## Décorations
- Grand officier de la Légion d'honneur le 1er janvier 2020[17]. Il est officier du 10 avril 1997 et est promu commandeur le 31 décembre 2015[18].
- Commandeur de l'ordre des Arts et des Lettres. Il est fait commandeur lors de la promotion du 15 février 1996[19].

### Note
1. ↑  Petri Liukkonen, « Ismail Kadare » [archive du 13 janvier 2015], sur Books and Writers (kirjasto.sci.fi), Finland, Kuusankoski Public Library